# Monika Meyer-Holzapfel
Monika Meyer-Holzapfel (Lausanne, 14 april 1907 - Bern, 10 september 1995) was een Zwitserse zoöloge en hooglerares. Ze was de eerste vrouwelijke bestuurder van een dierentuin ooit in Europa.

## Biografie
Monika Meyer-Holzapfel was een dochter van Rudolf Maria Holzapfel, een cultuurfilosoof, en van Bettina Gomperz, een beeldhouwster. Ze trouwde in 1940 met Gilbert Victor Meyer, een landmeter.
Meyer-Holzapfel studeerde zoölogie, plantkunde, geologie en mineralogie in Bern en München. In 1932 behaalde ze een lerarendiploma en in 1933 een doctoraat. Na haar studies was ze van 1933 tot 1944 assistente aan het zoölogie-instituut van de Universiteit van Bern. In 1943 werd ze daar privaatdocente en vervolgens van 1954 tot 1973 erehooglerares in de dierenpsychologie, ethologie en zoölogie.
Van 1944 tot 1969 was ze bestuurster dierentuin Dählhölzli in Bern, dat in 1937 de deuren had geopend. Daarmee was Meyer-Holzapfel de eerste vrouw ooit die de leiding had over een dierentuin. Ze werd bij een breed publiek bekend door haar werk met dieren in gevangenschap, maar ook door haar verhalen en gedichten over dieren.

## Onderscheidingen
- Doctor honoris causa aan de Universiteit van Hamburg (1988)

## Werken
- (de)  Franck, D., "Verleihung der Ehrendoktorwürde an Prof. Dr. Monika Meyer (Bern)" in Mitteilungen aus dem Hamburger Zoologischen Museum und Institut, 86, 1989, 7-10.
- (de)  Der Zoologische Garten, 66, 1996, 398-400.
- (de)  Lexikon der Naturwissenschaftlerinnen und naturkundigen Frauen Europas, 1998, 195-196.

- Bibliothèque nationale de France: cb12418307h (data)
- Gemeinsame Normdatei: 125627629
- Historisch woordenboek van Zwitserland: 028881
- International Standard Name Identifier: 0000 0001 0910 738X
- Library of Congress Control Number: n80137619
- Nationale Bibliotheek van Israël: 987007265479705171
- Nederlandse Thesaurus van Auteursnamen: 071576959
- Système universitaire de documentation: 133278727
- Virtual International Authority File: 66555184
- WorldCat: E39PBJfmr3bJ4KxKjmWjCRmWXd